# Janelle Monáe
Janelle Monáe Robinson (Kansas City, Kansas, 1 de dezembro de 1985) é uma cantora, compositora, bailarina e atriz estadunidense. Monáe já recebeu dez indicações ao Grammy.

## Biografia
Monaé nasceu nos subúrbios de Kansas City, no Kansas, em uma família com dificuldades financeiras. A mãe trabalhava como zeladora e o pai estava no meio de uma batalha de 21 anos contra o vício em crack. O casal se separou quando Janelle tinha menos de um ano de idade, e a mãe mais tarde se casou com o pai da irmã mais nova de Janelle, Kimmy. Ela cresceu em uma comunidade de trabalhadores chamada Quindaro. O local foi estabelecido como um assentamento de nativos norte-americanos e abolicionistas logo antes da Guerra Civil, e se tornou um refúgio para afro-americanos que escapavam da escravidão.
Aprendeu a cantar na igreja, auxiliando a família com o dinheiro que ganhava nas competições de canto. Em 2004, mudou-se para Nova Iorque, já depois de ter criado um disco, The Audition, produzido por si e que nunca chegou a ser editado. Lá ela conseguiu uma bolsa da American Musical & Dramatic Academy, mas no processo desistiu de seguir carreira como atriz da Broadway. Se mudou para Atlanta, onde, depois de um dos seus espectáculos, foi convidada por Big Boi, da dupla OutKast, a participar no álbum Idlewild, concebido como um musical. Depois de um tempo, foi contactada pelo rapper Puff Daddy através da sua página do MySpace. Janelle pensou que era brincadeira, mas acabou por assinar pelo selo Bad Boy, dirigido por Puff, subsidiária da Atlantic Records.

## Percurso

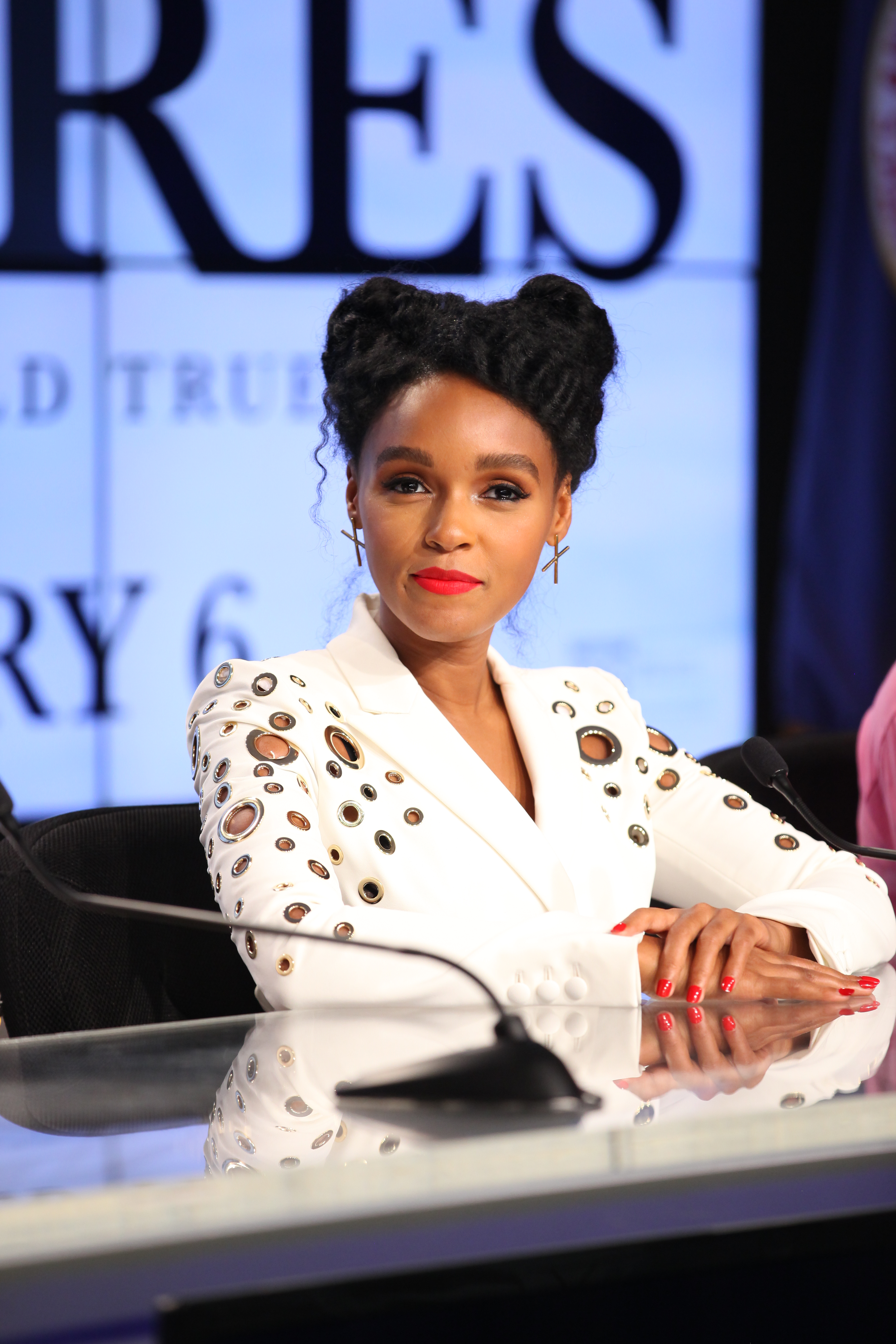
Janelle Monáe em coletiva de imprensa do filme Hidden Figures

O primeiro EP de Janelle Monáe, Metropolis: Suit I, foi lançado em 2007 e seu título faz referência ao filme homônimo, Metrópolis, de Fritz Lang. A personagem principal da história é uma espécie de mulher robô que vai influenciar o alter-ego adotado por Monaé na sua estreia: Cindi Mayweather. A cantora adotou uma estética inspirada por essa ficção científica e mesclou com o afrofuturismo para fazer um paralelo entre a narrativa fictícia de subjugação de androides com a escravidão. Na continuação do EP, ela lançou seu álbum de estreia, The ArchAndroid (Suites II and III), como uma segunda e terceira parte da narrativa. O EP foi bem recebido pela crítica, dando a Monáe uma nomeação para o Grammy de  Melhor Performance de Música Urbana Alternativa, pelo single "Many Moons", em 2009, e ficou em 17º lugar no ranking da Billboard.
Contudo, Monaé fez sua estreia televisiva apenas em 2010, no programa Late Show, de David Letterman, aos 24 anos, com uma versão da seu single "Tightrope". Monáe também chamou atenção por se apresentar de terno, por sua dança e foi comparada desde o início pela mídia com músicos como James Brown, David Bowie e Prince.
Em 2011, Janelle Monaé começou a abrir os shows da cantora britânica Amy Winehouse em diversas cidades do mundo, inclusive no Brasil. Na época, ela também fez concertos de abertura para No Doubt, Paramore e Erykah Badu na Europa e nos Estados Unidos. 

### Ativismo
Monaé é conhecida por seu ativismo e envolvimento político nas questões raciais e LGBTQIA+, bem como no feminismo. Em 2016, antes do movimento #MeToo ou Time’s Up surgirem, a artista criou a organização Fem the Future como resposta à sua frustração com a falta de oportunidades para as mulheres na indústria da música. Depois disso, atuou na histórica Marcha das Mulheres em Washington em 2017, onde milhares se manifestaram contra o então na altura presidente Donald Trump com o objetivo de chamar a atenção para os direitos das mulheres, um dia após a tomada de posse de Trump como Presidente dos EUA.
No seu videoclipe do single "Pynk" - lançado em 2018 -, que com a participação da atriz Tessa Thompson, Janelle aborda o empoderamento da vulva, literalmente retratada em calças que remetem à genitália feminina.
Ela se apresentou no AltaMed Power Up Gala em 2016 para angariar dinheiro para cuidados médicos de mulheres e meninas. No mesmo ano, ela também se apresentou no evento #JusticeForFlint, relacionado a uma tragédia da morte da população predominantemente negra de Flint por contaminação da água local.
Em 2018, a artista deu uma entrevista para a Rolling Stone, na qual falou sobre como se identificava tanto com aspectos da bissexualidade e da pansexualidade, se pronunciando publicamente como um membro da comunidade LGBTQIA+.
No ano de lançamento do seu álbum Dirty Computer, 2019, ela saiu como capa da edição "Pride" (Mês do Orgulho) da revista Paper e saiu pela primeira vez na Parada LGBT de Nova Orleans. O disco fala sobre suas experiências como uma mulher negra queer. Quando Monáe apresentou a faixa "Americans" no programa The Late Show with Stephen Colbert, ela levou a estrela do seriado Pose Mj Rodriquez para a apresentação, como parte de um grupo de mulheres trans negras. Ela também dedicou a indicação ao Grammy desse álbum ao elenco de Pose.
Em abril de 2022, ela se declarou não binária em Red Table Talk, dizendo "sou não binária, não me vejo como mulher, apenas … sinto que deus [sic] é muito maior que "ele" ou "ela". E se eu sou de Deus, eu sou tudo". Na entrevista, ela também reconheceu ter vivido relações tanto poliamorosas quanto monogâmicas. Depois da entrevista, Janelle disse que usa pronomes femininos e they singular.

## Prêmios
Monáe foi indicada para os Grammy Awards de Melhor Performance de Música Urbana Alternativa (Best Urban/Alternative Performance) em 2009 e 2011, pelos singles "Many Moons" (2008) e "Tightrope" (2010), respetivamente, e para Melhor Álbum de R&B Contemporâneo em 2011, com o seu primeiro álbum, The ArchAndroid (Suites II and III) (2010). Tanto o seu terceiro álbum, Dirty Computer (2018), como o quarto, The Age of Pleasure (2023), foram indicados para o Grammy de Álbum do Ano, em 2019 e 2024, respetivamente. The Age of Pleasure também recebeu uma indicação para Melhor Álbum de R&B Progressivo. Por participar como vocalista convidada no single "We Are Young" (2011), da banda Fun., recebeu indicações para os Grammy Awards de Gravação do Ano e Melhor Performance Pop Por Uma Dupla ou Um Grupo em 2013, assim como uma indicação indireta para Álbum do Ano, com o álbum Some Nights (2012), devido à sua participação nessa mesma canção, que é o primeiro single de Some Nights.

## Discografia
| Álbum                               | Detalhes do Álbum                                                                                   | Melhores posições | Melhores posições | Melhores posições | Melhores posições | Melhores posições | Melhores posições | Melhores posições | Melhores posições | Melhores posições | Vendas         |
| Álbum                               | Detalhes do Álbum                                                                                   | US                | AUS               | CAN               | DIN               | ALE               | IRL               | HOL               | SUI               | RU                | Vendas         |
| ----------------------------------- | --------------------------------------------------------------------------------------------------- | ----------------- | ----------------- | ----------------- | ----------------- | ----------------- | ----------------- | ----------------- | ----------------- | ----------------- | -------------- |
| The ArchAndroid (Suites II and III) | - Lançamento: 18 de maio de 2010 - Formato(s): CD, digital download, LP - Gravadora(s): Bad Boy     | 17                | —                 | —                 | 15                | 12                | 24                | 65                | 36                | 51                | - EUA: 187,000 |
| The Electric Lady                   | - Lançamento: 06 de setembro de 2013 - Formato(s): CD, digital download, LP - Gravadora(s): Bad Boy | 5                 | 22                | 10                | 11                | 68                | 7                 | 28                | 30                | 14                | - EUA: 200,000 |
| Dirty Computer                      | - Lançamento: 27 de abril de 2018 - Formato(s): CD, digital download, LP - Gravadora(s): Bad Boy    | 6                 | 12                | 8                 | 30                | 29                | 9                 | 20                | 11                | 8                 | - EUA: 370,000 |

### EPs
| Álbum                           | Detalhes do Álbum | Melhores posições |
| Álbum                           | Detalhes do Álbum | US                |
| ------------------------------- | --- | ----------------- |
| Metropolis: Suite I (The Chase) | - Lançamento: 24 de agosto de 2007 - Formato(s): CD, digital download, LP - Gravadora(s): Bad Boy                       | 115               |
| iTunes Festival: London 2013    | - Lançamento: 09 de setembro de 2013 - Formato(s): digital download - Gravadora(s): Bad Boy                             | —                 |
| Wondaland Presents: The Eephus  | - Lançamento: 14 de agosto de 2015 - Formato(s): CD, digital download, LP - Gravadora(s): Wondaland Records, Epic, Sony | 22                |

### Singles
- 2005 "Peachtree Blues"
- 2006 "Lettin' Go"
- 2007 "Violet Stars Happy Hunting!"
- 2008 "Sincerely, Jane"
- 2008 "Many Moons"
- 2009 "Come Alive (The War of the Roses)"
- 2010 "Tightrope" (featuring Big Boi)[20]
- 2010 "Cold War"
- 2013 "Q.U.E.E.N. (feat. Erykah Badu)"
- 2013 "Dance Apocalyptic"
- 2013 "PrimeTime (feat. Miguel)"
- 2014 "Electric Lady (feat. Solange)"
- 2015 "Yoga (feat. Jidenna)"
- 2018 "Make Me Feel"
- 2018 "Django Jane
- 2018 "Pynk" (feat. Grimes)
- 2018 "I Like That"
- 2021 "Say Her Name (Hell You Talmbout)"

### Colaborações
- 2010 - "Our Riotous Defects" e "Enemy Gene", do álbum False Priest, da banda of Montreal.[21]
- 2012 - "We Are Young", do álbum Some Nights, da banda Fun..[22]
- 2012 - "Do My Thing", do álbum All Of Me, da cantora Estelle.[23]
- 2015 - "Pressure Off", do álbum Paper Gods, da banda Duran Duran
- 2015 - "Venus Fly", no álbum Art Angels, da cantora Grimes.

## Digressões e concertos

### Em Portugal

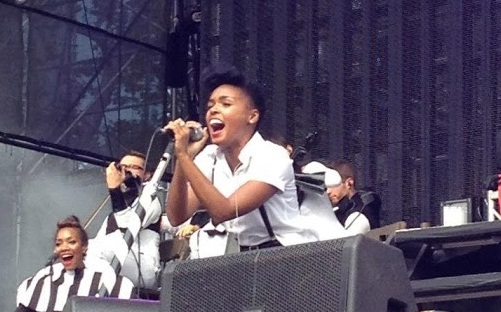
Janelle Monáe em concerto no festival Made in America, em Filadélfia, em setembro de 2012.

Actuou em Lisboa, no Teatro Tivoli, a 4 de dezembro de 2010 e em 2011 fez parte do cartaz do Sudoeste TMN. 
Em 2013, atuou no Meo Sudoeste, no dia 9 de agosto de 2013.
Voltou a atuar em Portugal no dia 20 de agosto de 2014, no festival Vodafone Paredes de Coura.

### No Brasil
Janelle Monáe apresentou-se em janeiro de 2011 no Brasil, precedendo Amy Winehouse, em Jurerê, (Florianópolis), em São Paulo, no Summer Soul Festival (Arena Anhembi), no Recife e no Rio de Janeiro.
Em setembro de 2011, regressou ao Rio de Janeiro, para o Rock in Rio IV.

## Filmografia

### Cinema
| Ano  | Título                            | Papel                 |
| ---- | --------------------------------- | --------------------- |
| 2014 | Rio 2                             | Dra. Monae            |
| 2016 | Moonlight                         | Teresa                |
| 2016 | Hidden Figures                    | Mary Jackson          |
| 2018 | Welcome to Marwen                 | Julie                 |
| 2019 | UglyDolls                         | Mandy                 |
| 2019 | Harriet                           | Marie Buchanon        |
| 2019 | Lady and the Tramp                | Peg (voz)             |
| 2020 | The Glorias                       | Dorothy Pitman Hughes |
| 2020 | Antebellum                        | Veronica / Eden       |
| 2022 | Glass Onion: A Knives Out Mystery | Andi Brand            |

### Televisão
| Ano  | Título             | Papel         | Notas                        |
| ---- | ------------------ | ------------- | ---------------------------- |
| 2014 | Sesame Street      | Ela mesma     | Episódio: "The Power of Yet" |
| 2018 | Electric Dreams    | Alice         | Episódio: "Autofac"          |
| 2020 | Homecoming         | Jackie / Alex | 7 episódios                  |
| 2021 | We the People      | Ela mesma     | Episódio: "We The People"    |
| 2022 | Human Resources    | Claudia       | Episódio: "The Light"        |
| 2023 | RuPaul's Drag Race | Ela Mesma     | Jurada Convidada             |